# SOS Sluníčko
SOS Sluníčko je krizový program SOS dětských vesniček. Jedná se o zařízení pro děti vyžadující okamžitou pomoc (ZDVOP).

## Základní informace
SOS Sluníčko pomáhá týraným, zneužívaným či zanedbávaným dětem ve věku od 0 do 18 let, stejně jako rodinám, které se vzhledem k tíživé životní situaci nemohou na přechodnou dobu o dítě postarat. Pobyt dítěte v zařízení umožňuje dítěti neztratit kontakt s rodinou a svým přirozeným sociokulturním prostředím, aniž by muselo být umístěno do zařízení pro výkon ústavní výchovy.
V SOS Sluníčku je ohroženým dětem poskytována péče v rodinném prostředí. Děti v SOS Sluníčku mají 24hodinovou péči vychovatelek (tet), stejně jako odbornou péči sociálních pracovníků, psychologů a dalších odborníků podle svých potřeb. V době svého pobytu v zařízení děti řádně navštěvují školská i předškolní zařízení a volnočasové aktivity.

## SOS Sluníčka v České republice
První SOS Sluníčko bylo otevřeno v červnu 2013 v SOS dětské vesničce Karlových Varech.
Kvůli dlouhodobě naplněné kapacitě bylo v srpnu 2014 v areálu karlovarské SOS dětské vesničky otevřeno i druhé zařízení SOS Sluníčko.
V prosinci 2014 bylo otevřeno zařízení SOS Sluníčko také v Praze.

## Komu slouží SOS Sluníčko
SOS Sluníčko poskytuje ochranu a pomoc dětem, které:
- se ocitly bez jakékoliv péče či péče přiměřené svému věku
- jsou ohroženy na zdraví či životě
- jsou tělesně či duševně týrané nebo zneužívané
- se ocitly v prostředí nebo situaci, kdy jsou závažným způsobem ohrožena jejich základní práva (např. nepřiměřená péče rodičů, život na ulici, náhlá hospitalizace či úmrtí rodičů, za předpokladu, že momentálně není znám nikdo z rodiny či blízkých, kdo by se o dítě postaral)

## Umístění dětí do SOS Sluníčka
Děti mohou být umístěny v SOS Sluníčku na základě:
- rozhodnutí soudu
- žádosti orgánu sociálně-právní ochrany dítěte (OSPOD)
- žádosti zákonného zástupce dítěte
- vlastní žádosti

V SOS Sluníčku mohou děti zůstat nejdéle 6 měsíců, nerozhodne-li soud jinak.